# Haarlem Stadion
Haarlem Stadion – wielofunkcyjny stadion w mieście Haarlem w Holandii. Najczęściej używany jest jako stadion piłkarski, a swoje mecze rozgrywa na nim drużyna HFC Haarlem. Stadion może pomieścić 3442 widzów. Został wybudowany w 1907 roku, a w 1947 roku zmodernizowany poprzez zainstalowanie krzesełek na południowej trybunie.
Obecnie stadion posiada dwie trybuny z zainstalowanymi krzesełkami, natomiast wschodnia i zachodnia trybuna są nieużywane od czasu, gdy nie spełniają norm bezpieczeństwa. Sektor dla kibiców przyjezdnych liczy 600 miejsc.
Haarlem Stadion zostanie zastąpiony nowoczesnym Oostpoort Stadion, którego ukończenie planowane jest na lato 2007 roku.